# Curtiss XP-60C
Die Curtiss XP-60C war ein Jagdflugzeug-Prototyp des US-amerikanischen Herstellers Curtiss-Wright Corporation.

## Geschichte
Nachdem 1940 die P-40 erfolgreich eingeführt war, versuchte Curtiss den Entwurf einer verbesserten Version. Der Vorschlag, für den auch das Interesse des USAAC geweckt werden konnte, betraf eine Ausführung der P-40 mit modifizierten Laminar-Tragflächen, verstärkter Bewaffnung und dem Continental-Motor XIV-1430-3. Das Projekt erhielt die Bezeichnung XP-53 bzw. Model 88. Im Oktober 1940 erging der Auftrag zum Bau zweier Prototypen, die Entwicklung ging aber nur schleppend voran. Kurze Zeit später wollte das USAAC bereits eine Zelle mit einem Rolls-Royce-Merlin-Triebwerk prüfen, woraufhin der zweite Prototyp gestrichen wurde und ein neuer Auftrag für die Ausführung mit Merlin als XP-60 bzw. Model 90 erging.
Diese Maschine hatte Entwicklungsvorrang und so konnte der Prototyp bereits am 18. September 1941 erstmals fliegen. Mit dem schwächeren Lizenzmotor Allison V-1710-75 als Vorgabe erhielt Curtiss im Oktober 1941 den Auftrag zum Bau von 1.950 Serienmaschinen P-60A. Curtiss wies aber nach, dass mit dem vorgegebenen Motor die geforderten Leistungen nicht zu erreichen waren, woraufhin der Auftrag wieder annulliert wurde. Stattdessen erfolgte im Januar 1942 der Auftrag zum Bau von drei Prototypen mit unterschiedlichen Triebwerken: XP-60A (Model 95A) mit Allison V-1710-75 mit General-Electric-Turbolader, XP-60B (Model 95B) mit dem gleichen Motor, aber Wright-Turbolader und XP-60C (Model 95C) mit Chrysler XIV-2220. Da Curtiss die Entwicklungsprobleme mit dem Chrysler-Motor aber bereits bekannt waren, schlug das Unternehmen den Pratt & Whitney R-2800 Double Wasp mit gegenläufigen Propellern als alternativen Antrieb vor, was die USAAF akzeptierte.
Da bei Fertigstellung der Zelle aber noch kein Triebwerk mit geeignetem Untersetzungsgetriebe verfügbar war, wurde vorerst ein R-2800-10 mit Vierblattpropeller eingebaut und die so entstandene Maschine als XP-60E (Model 95D) bezeichnet; die Bezeichnung XP-60D erhielt der inzwischen auf einen Merlin 61 ummotorisierte erste Prototyp. Die vorgesehene XP-60 mit R-2800-53 und gegenläufigen Propellern flog schließlich am 27. Januar 1943, während sich der Erstflug der XP-60E wegen Problemen mit dem Motoreinbau weiter verzögerte. Ende 1943 wurde die XP-53 überraschend zur Truppenerprobung angefordert und absolvierte erst hier ihren Erstflug; die Leistungen waren aber so enttäuschend, dass die USAAF jegliches Interesse an diesem Muster verlor. Es flog 1944 noch eine einzelne YP-60E mit R-2800-13, kurze Zeit später wurde die Entwicklung aber aufgegeben.

## Technische Daten
| Kenngröße             | Daten                                                                                             |
| --------------------- | ------------------------------------------------------------------------------------------------- |
| Besatzung             | 1                                                                                                 |
| Länge                 | 10,34 m                                                                                           |
| Spannweite            | 12,59 m                                                                                           |
| Höhe                  | 3,77 m                                                                                            |
| Flügelfläche          | 25,56 m²                                                                                          |
| Flügelstreckung       | 6,2                                                                                               |
| Leermasse             | 3.945 kg                                                                                          |
| max. Startmasse       | 4.892 kg                                                                                          |
| Triebwerk             | ein luftgekühlter Doppelsternmotor Pratt & Whitney R-2800-53 Double Wasp, 2.030 PS (ca. 1.490 kW) |
| Höchstgeschwindigkeit | 666 km/h in 6.205 m                                                                               |
| Steigzeit auf 9.145 m | 6 min                                                                                             |
| Gipfelhöhe            | 11.550 m                                                                                          |
| Reichweite            | 507 km                                                                                            |
| Bewaffnung            | vier 12,7-mm-MGs                                                                                  |